# 福島県道35号いわき浪江線
福島県道35号いわき浪江線（ふくしまけんどう35ごう いわきなみえせん）は、福島県いわき市から双葉郡浪江町に至る県道（主要地方道）である。

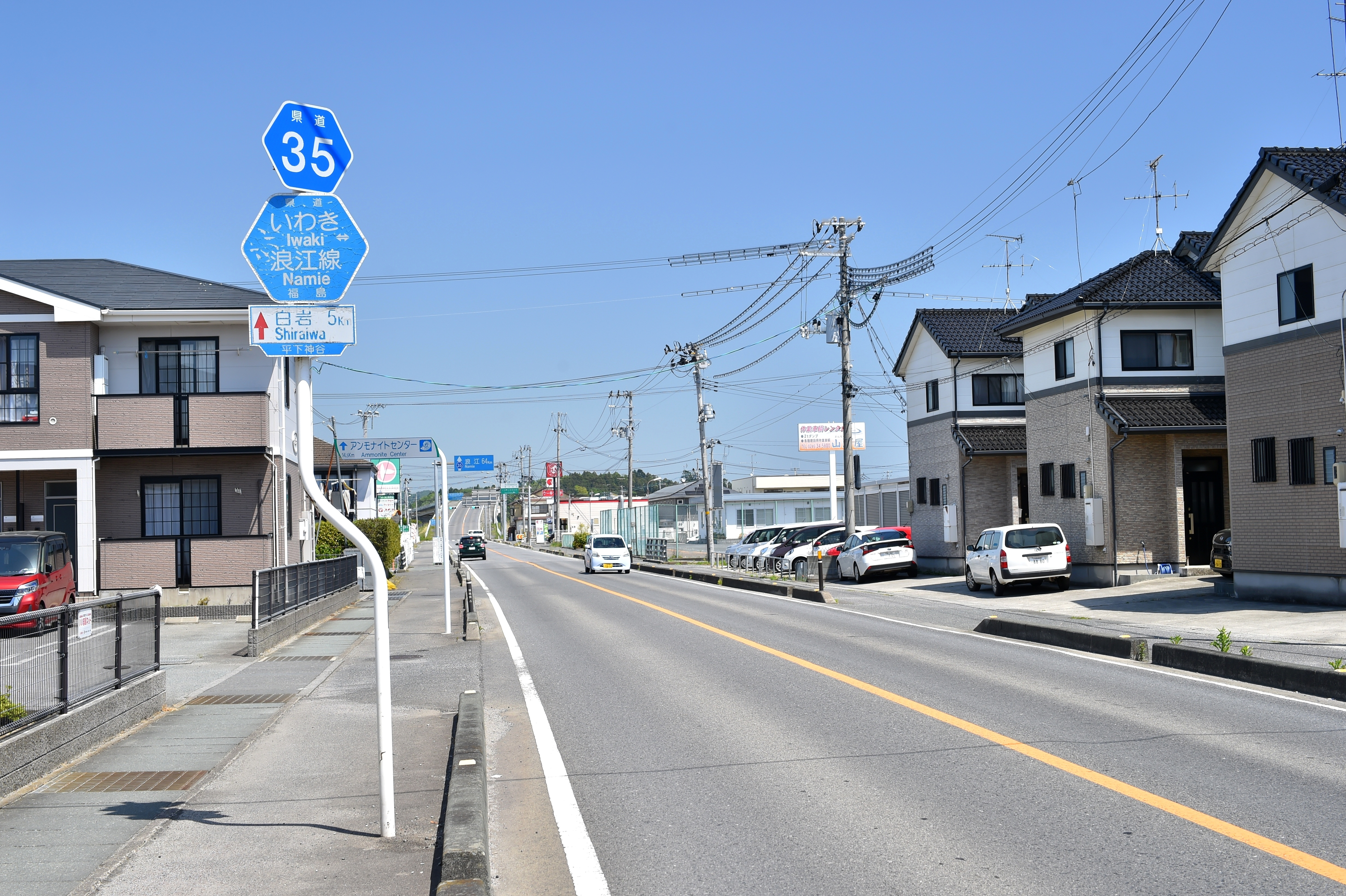
福島県道35号いわき浪江線
いわき市平下神谷（2024年5月）

## 概要
国道6号に並行する。また、地元沿線では、山麓線とも呼ばれている。

### 路線データ
- 起点：いわき市平下神谷字出口
- 終点：双葉郡浪江町室原字町
- 総延長：59.135km
  - 実延長：57.931km[1]

## 歴史
- 1976年4月1日 - 建設省告示第935号が公布され、福島県道富岡広野いわき線の一部、富岡室原相馬線の一部が主要地方道いわき浪江線に指定される。
- 1976年（昭和51年）11月16日 - 福島県によって現行の県道路線に認定される[2]。
- 1993年（平成5年）5月11日 - 建設省から、県道いわき浪江線がいわき浪江線として主要地方道に指定される[3]。
- 2011年3月11日 - 福島第一原子力発電所事故に伴う、原子力災害対策特別措置法の原子力災害対策本部長権限に基づく警戒区域設定により、4月1日より広野町七曲橋から浪江町までの区間が通行止め。[要出典]
- 2012年8月10日 - 楢葉町の避難区域再編により、広野町七曲橋から富岡町上郡山までの区間を通行止め解除。[要出典]
- 2013年3月25日 - 富岡町の避難区域再編により、富岡町上郡山から大熊町野上橋までの区間を通行止め解除。[要出典]
- 2014年4月1日 - 大熊町野上橋から国道288号交点までの区間が事前に申請を受けた許可車両のみ通行可能になる。[要出典]
- 2015年2月28日 - 大熊町野上橋から国道288号交点までの区間（帰還困難区域内）を通行止め解除（歩行者、自転車、二輪車は通行禁止）[4]。
- 2018年8月2日 - 浪江町国道114号交点から県道253号交点までの区間（帰還困難区域内）を通行止め解除（歩行者、自転車、二輪車は通行禁止）[5]。
- 2019年9月5日 - 大熊町国道288号交点から県道253号交点までの区間（帰還困難区域内、国道288号重複区間を含む）を通行止め解除（歩行者、自転車、二輪車は通行禁止）[6]。これにより、残りの区間の規制が全て解除され、震災から8年6ヶ月ぶりに全線で通行再開となった。
- 2020年3月4日 - 帰還困難区域の一部避難指示解除（居住は禁止）により、同区間内の二輪車の通行制限解除[7]

## 路線状況

### 重用路線
- 福島県道247号片倉末続停車場線（いわき市大久町大久字矢ノ目沢 - 同市大久町大久字三艘舟）
- 福島県道246号折木筒木原久之浜線（いわき市大久町大久字矢ノ目沢 - 双葉郡広野町折木字南沢）
- 福島県道250号下川内竜田停車場線（双葉郡楢葉町上小塙字袖山川原 - 同郡同町井出字仲平）
- 国道288号（双葉郡大熊町野上字山神 - 同郡双葉町山田字水越）
- 福島県道253号落合浪江線（双葉郡浪江町井手字北川原 - 同郡同町大堀字大堀）

### 道路施設

#### いわき市
草野跨線橋
- 全長：223.466m
- 主径間：43.5m
- 幅員：7.0（12.0）m
- 形式：9径間単純鋼床版鈑桁橋
- 竣工：1987年度

当路線の起点付近にてJR常磐線を渡る。南詰は平泉崎字砂田、北詰は字馬場に位置し、起点から終点にかけ左にカーブを描く。中島久之浜線踏切の除却のため緊急地方道整備事業として1979年度に着工され、1989年度に当橋梁を含む744mの区間が開通した。総工費は2億5500万円。
砂利田橋（赤沼川）
- 全長：31.8m
- 幅員：12.8m
- 竣工：1988年[9]

草野跨線橋のすぐ北側にて二級水系夏井川水系原高野川支流の赤沼川を渡る。南詰は平泉崎字馬場、北詰は平馬目字馬目崎に位置し、起点から終点にかけて右にカーブを描く。
鶴房橋
- 全長：27.6m
- 幅員：8.0m
- 形式：単径間単純合成鈑桁橋
- 竣工：1986年度

大久町大久字鶴房から字毛勝に跨り、二級水系大久川を渡る。電源立地促進対策交付金事業により架替が行われた。総事業費は6200万円。

#### 広野町
上浅見川橋
- 全長：36.8m
- 幅員：8.1m
- 竣工：1980年[9]

上浅見川字南山から字小松に跨り、二級水系浅見川を渡る。北詰は福島県道249号と交差する十字路である。
七曲橋
- 全長：82.0m
- 幅員：8.0m
- 竣工：1982年[9]

上北迫字川子から楢葉町山田岡字大坂に跨り、二級水系北迫川を渡る。

#### 楢葉町
長瀞橋
- 全長：90.2m
- 幅員：10.0m
- 竣工：1986年[9]

上小塙字袖山川原から大谷字寺下、字今中に跨り、二級水系木戸川を渡る。南詰は福島県道250号と合流する十字路であり、当橋梁より重用区間となる。
清太郎橋
- 全長：18m
- 幅員：8m
- 竣工：1984年

清太郎橋側道橋
- 全長：18.5.0m
- 幅員：3.0m
- 形式：PC単純プレテンホロー桁橋
- 竣工：2003年度
- 総工費：4200万円

井出字八石から字所布に跨り、二級水系井出川水系清太郎川を渡る。橋上は上下対向2車線で供用されている。当初は歩道が設置されていなかったが、小中学校への通学路であることに加え、カーブの続く坂道で交通事故が多発しており、朝ラッシュ時の交通量が多いことから歩行者安全性向上のために下り線側に側道橋が建設された。。
所布（ところぶ）橋
- 全長：46.0m
- 幅員：8.0m
- 竣工：1980年[12]

所布側道橋
- 全長：46.15m
  - 主径間：22.3m

- 幅員：3.0m
- 形式：2径間単純PCプレテンT桁橋
- 竣工：1995年

井出字所布、字立石から字広内に跨り、二級水系井出川を渡る。歩車分離が図られていなかったことから、交通安全施設第1種事業として側道人道橋が1995年に事業化され竣工した。人道橋の総工費は4600万円。

#### 富岡町
上郡山橋
- 全長：63.5m
- 幅員：8.0m
- 竣工：1982年[9]

上郡山字滝ノ沢にて、二級水系紅葉川支流を渡る。
松沢橋
- 全長：62.0m
- 幅員：8.0m
- 竣工：1982m[9]

上郡山字滝ノ沢にて、二級水系紅葉川支流を渡る。
滝ノ沢橋
- 全長：87.0m
- 幅員：8.0m
- 竣工：1981年[9]

上郡山字半弥沢にて、二級水系紅葉川支流を渡る。
麓山大橋
- 全長：149.6m
- 幅員：8.0m
- 竣工：1980年[9]

上手岡字広表に位置し、二級水系富岡川を渡る。起点から終点にかけ左にカーブを描く。

#### 大熊町
大川原橋
- 全長：39.6m
  - 主径間：19.8m
- 幅員：6.5（11.0）m
- 形式：2径間鋼単純合成H桁橋
- 竣工：2003年度

大川原字南平から字西平に跨り、二級水系熊川水系大川原川を渡る。橋上は上下対向2車線で供用されており、上り線側に幅員2.0mの歩道が設置されている。常磐自動車道常磐富岡インターチェンジ開通に伴うバイパス整備により架設され、すぐ下流側には1925年5月15日に竣工した旧道橋が存在する。総工費は8900万円。
野上橋
- 全長：45.1m
- 幅員：6.7m
- 竣工：1965年[15]

大川原字西平から野上字諏訪に跨り、二級水系熊川を渡る。かつて東京電力福島第一原子力発電所事故による帰還困難区域の南側進入口として当地に野上橋ゲートが設けられていた。

#### 双葉町
石熊橋
- 全長：26.6m
- 幅員：7.8m
- 竣工：1972年[15]

石熊字東垢離取場にて二級水系前田川を渡る。

#### 浪江町
大伝橋
- 全長：97.6m
- 幅員：7.5m
- 竣工：1972年[15]

井手字北川原から大堀字大堀に跨り、二級水系高瀬川を渡る。南詰は福島県道253号が交わる十字路であり、当橋梁より重用区間となる。

## 地理

### 通過する自治体
- 福島県
  - いわき市
  - 双葉郡
    - 広野町
    - 楢葉町
    - 富岡町
    - 大熊町
    - 双葉町
    - 浪江町

### 交差する道路
いわき市内
- 国道6号（平下神谷字出口（出口交差点））

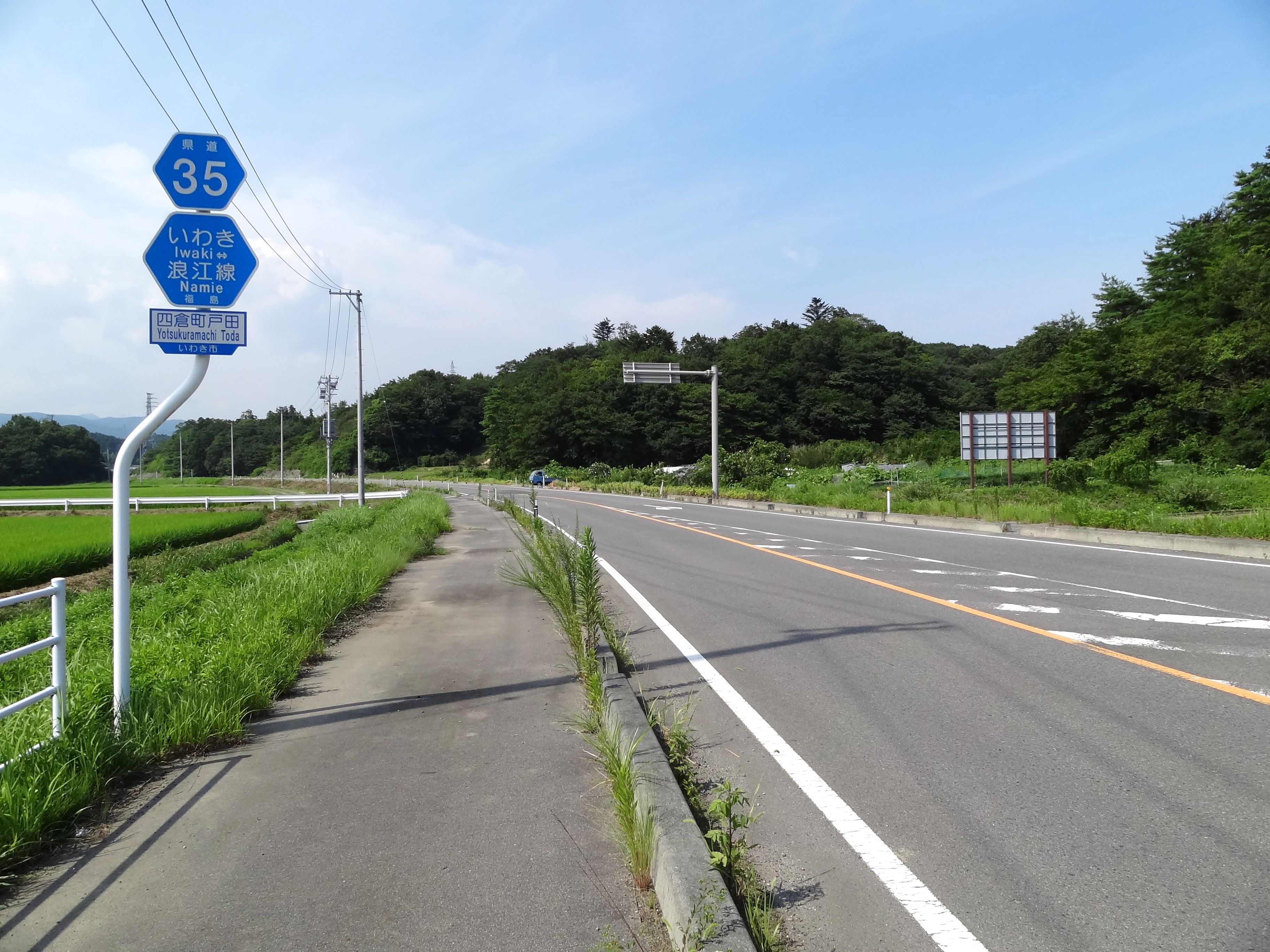
いわき市四倉町戸田付近

- 福島県道41号小野四倉線（福島県道363号八茎四倉線重用区間）（四倉町戸田字水押）
- E6 常磐自動車道いわき四倉IC（四倉町中島字三反田）
- 福島県道245号白岩久之浜線（四倉町白岩字上大作）
- 福島県道247号片倉末続停車場線 片倉方面（大久町大久字矢ノ目沢）
- 福島県道246号折木筒木原久之浜線 久之浜方面（大久町大久矢ノ目沢）
- 福島県道247号片倉末続停車場線 末続駅方面（大久町大久字三艘舟）

広野町内
- 福島県道246号折木筒木原久之浜線 国道6号方面（折木字南沢）
- 福島県道249号上戸渡広野線（上浅見川字小松）

楢葉町内
- 福島県道250号下川内竜田停車場線 川内方面（上小塙字袖山川原）
- E6 常磐自動車道 ならはスマートIC（大谷字仲平）
- 福島県道250号下川内竜田停車場線（井出字所布）

富岡町内
- 福島県道112号富岡大越線（上手岡字杉内）
- 福島県道36号小野富岡線（上手岡字杉内）

大熊町内
- 福島県道166号大野停車場大川原線（大川原字西平）
- 福島県道251号小良ヶ浜野上線（野上字秋葉台）
- 国道288号 郡山方面（野上字山神）

双葉町内
- 国道288号 国道6号方面（山田字水越）

浪江町
- 福島県道253号落合浪江線 国道6号方面（井手字北川原）
- 福島県道253号落合浪江線 葛尾方面（大堀字大堀）
- 国道114号（室原字町 終点）

### 沿線にある施設など
- 福島県立聴覚支援学校 平校
- 楢葉町総合運動場野球場
- 福島県立富岡支援学校
- 大熊町役場 新庁舎
- 双葉ばら園